# Natale Cirino
Natale Cirino (* 5. Februar 1894 in Catania; † 29. Mai 1962 in Palermo) war ein italienischer Schauspieler.

## Leben
Der sizilianische Schauspieler arbeitete mit den wichtigsten Theaterensembles der Insel (so mit Giovanni Grasso, Tommaso Marcellini, Turi Pandolfini, Michele Abbruzzo und Rosina Anselmi). In der Spielzeit 1928/1929 führte er eine eigene Theatertruppe. Erst Mitte der 1940er Jahre und in Kriegszeiten kam Cirino als Charakterdarsteller zum Film; seine ersten Filme spielte er unter seinem Freund Pino Mercanti. In rund vierzig Arbeiten bis 1958 erhielt er nur selten die Gelegenheit (wie in „seiner“ Episode als „Don Lolo“ in Questa è la vita von Giorgio Pàstina nach Luigi Pirandello), sein darstellerisches Vermögen auszuspielen.
Cirino war mit der (auch gelegentlich beim Film aktiven) Schauspielerin Rita Alaimo (14. Februar 1894– 1. August 1964) verheiratet.

## Filmografie (Auswahl)
- 1943: All’ombra della gloria
- 1949: Im Namen des Gesetzes (In nome della legge)
- 1952: Karawane der Sünde (La carovana del peccato)
- 1954: So geht’s im Leben (Questa è la vita)
- 1958: Il cavaliere del castello maledetto